# Skepter
Skepter je populárně-vědecký časopis vydávaný nizozemskou nadací Stichting Skepsis. Popisuje paranormální nebo kontroverzní teorie a metody ze skeptické perspektivy.

## Historie
V prvním čísle napsal Cornelis de Jager, předseda nadace Stichting Skepsis, že časopis „může plnit užitečnou úlohu při vysvětlování mnoha podivných věcí, a tím i při objasňování nedorozumění mnoha lidí. Informovat, doufejme, širokou veřejnost je prvním a nejdůležitějším úkolem našeho časopisu.“

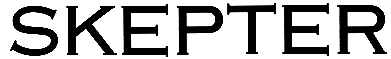
Logo v letech 1988 až 2014

Od roku 1988 do roku 2002 byl šéfredaktorem Marcel Hulspas, poté časopis převzal Rob Nanninga a Skepter začal vycházet barevně.

Z důvodu úspory nákladů, zvýšení dostupnosti a usnadnění výroby a distribuce se Skepter od roku 2007 stále více soustředí na internet, frekvence vydávání Skepteru byla snížena na polovinu ze čtvrtletní na pololetní. Na druhou stranu obsah jednotlivých čísel vzrostl z 20 stran v roce 1988 na 48 v roce 2014. Za šéfredaktora Nanninga (2002-2014) se počet předplatitelů zvýšil z přibližně 1 500 na 2 200, a počet odběratelů z 1 500 na 2 500.
Po Nanningově smrti v květnu 2014 ho v prosinci vystřídal na pozici šéfredaktora vědecký novinář Hans van Maanen, který změnil grafickou úpravu.

Od roku 2016 vychází časopis opět čtyřikrát ročně.

Od září 2017 tvoří redakční radu šéfredaktor Hans van Maanen a redaktoři Pepijn van Erp a spolupracovník CSI Jan Willem Nienhuys. Placený náklad přesahuje 2300 výtisků, celkový náklad je 2900 výtisků.

## Obsah
Časopis skeptickým pohledem popisuje neobvyklé nebo kontroverzní teorie a metody, jako je alternativní medicína, magie a paranormální jevy. Příkladem jsou lékařská tvrzení v reflexologii nohou, konspirační teorie o 11. září, slapové síly, humbuk kolem populární knihy Tajemství (2006), padělané doktoráty z neexistujících univerzit, iridologie, Bachova květová terapie, ájurvéda, AquaDetox, magnetoterapie, aplikovaná kineziologie, biorezonance, akupunktura a reiki. Pozornost je věnována také jasnovidectví, parapsychologii, aurám a virgulím, ale také egyptským pyramidám, mimozemšťanům a UFO.